# Maulaj Abd al-Hafiz
Maulaj Abd al-Hafiz (arab. عبد الحفيظ بن الحسن = ʿAbd al-Ḥafīẓ ibn al-Ḥasan, fr. Moulay Abd al-Hafid, ur. 1875 w Fezie, zm. 4 kwietnia 1937 w Enghien-les-Bains) – sułtan Maroka w latach 1908–1913, z dynastii Alawitów, syn sułtana Hassana I. 

## Życiorys
Maulaj Abd al-Hafiz objął tron w 1908 roku w wyniku powstania przeciw władzy swojego brata Abd al-Aziza IV. Dążył do odnowienia prestiżu monarchii i zachowania niepodległości Maroka.
Po objęciu władzy musiał jednak potwierdzić przywileje europejskich potęg kolonialnych, żeby  zapewnić sobie ich uznanie jako władca Maroka. Nie zdołał także utrzymać pokoju w kraju - w 1911 roku doszło do wielkiej rewolty plemion, a wrogim jego władzy rebeliantom udało się dotrzeć aż do ówczesnej marokańskiej stolicy – Fezu. Maulaj Abd al-Hafiz zdołał ocalić władzę tylko dzięki interwencji wojsk francuskich. 
To otwarte zaangażowanie Francji doprowadziło jeszcze w tym samym roku do drugiego konfliktu marokańskiego. Po rokowaniach Niemcy uznały ostatecznie Maroko za obszar wpływów francuskich. Francja mogła dzięki temu 30 marca 1912 roku na mocy Traktatu z Fezu ogłosić Maroko swoim protektoratem. Północna część kraju została przy tym oddana Hiszpanii, a miasto Tangier otrzymało status eksterytorialny. Rok później sułtan Abd al-Hafiz został przez władze francuskiego protektoratu zmuszony do abdykacji i emigracji. Tron objął wówczas jego brat Maulaj Jusuf.